# Dąbrowa Tarnowska
Dąbrowa Tarnowska [dombrowa tarnovska] je okresní město na jihu Polska v Malopolském vojvodství v okrese Dąbrowa. Nachází se asi 10 km severně od Tarnówa. Město mělo v roce 2024 11 458 obyvatel., jeho rozloha činí 23,21 km². Bylo založeno v roce 1442.

## Partnerská města
- Vilniuský rajón, Litva
- Rixheim, Francie

## Galerie

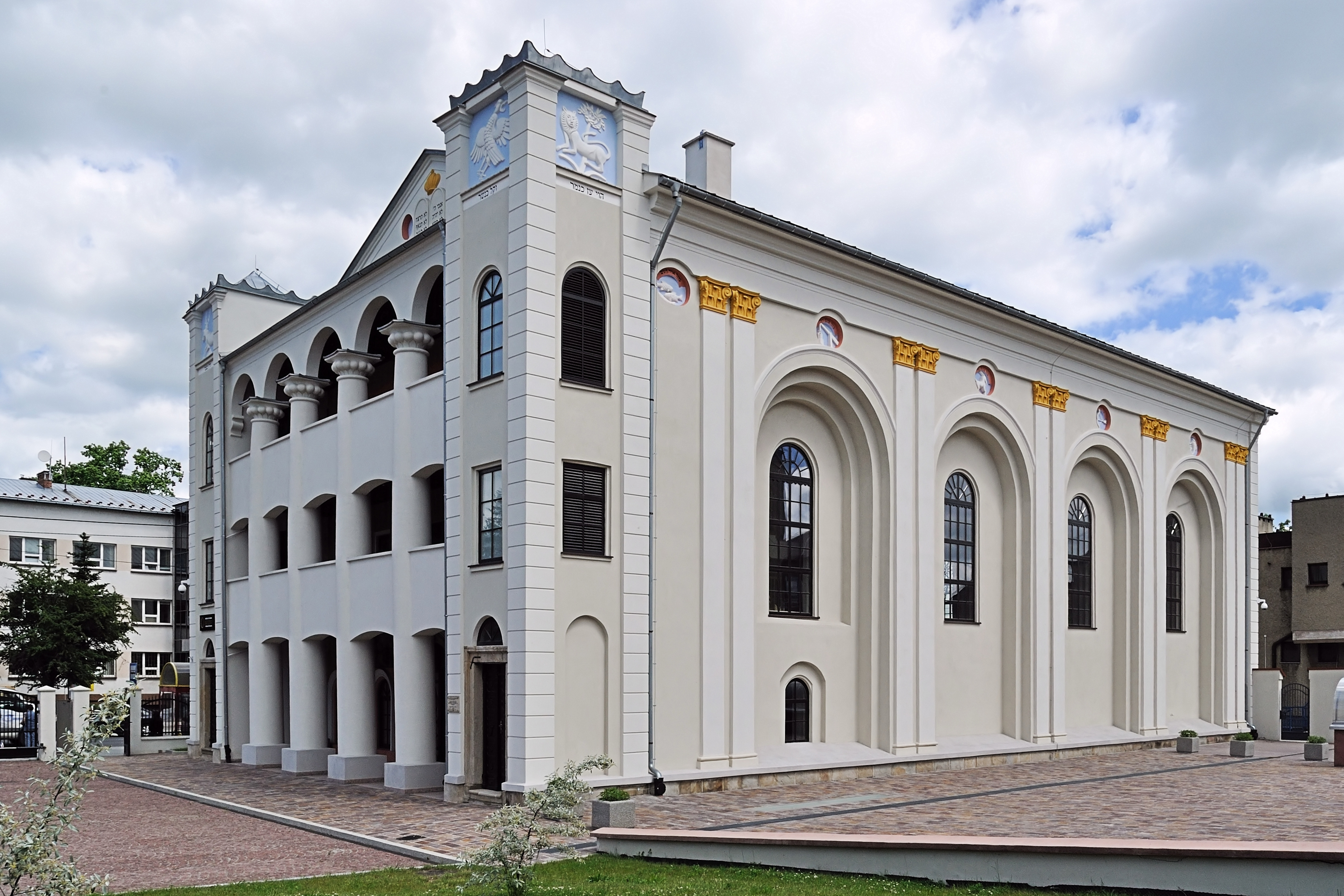
Synagoga
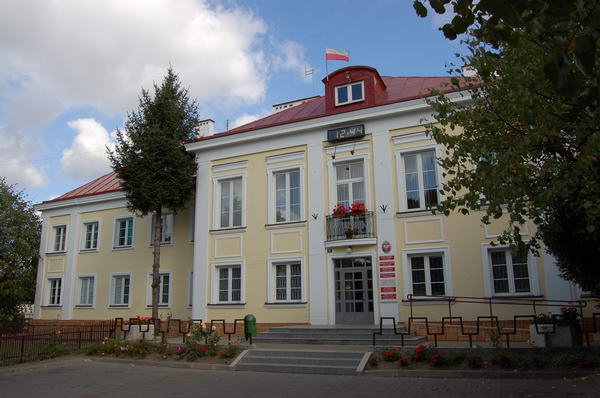
Radnice – úřad města a gminy
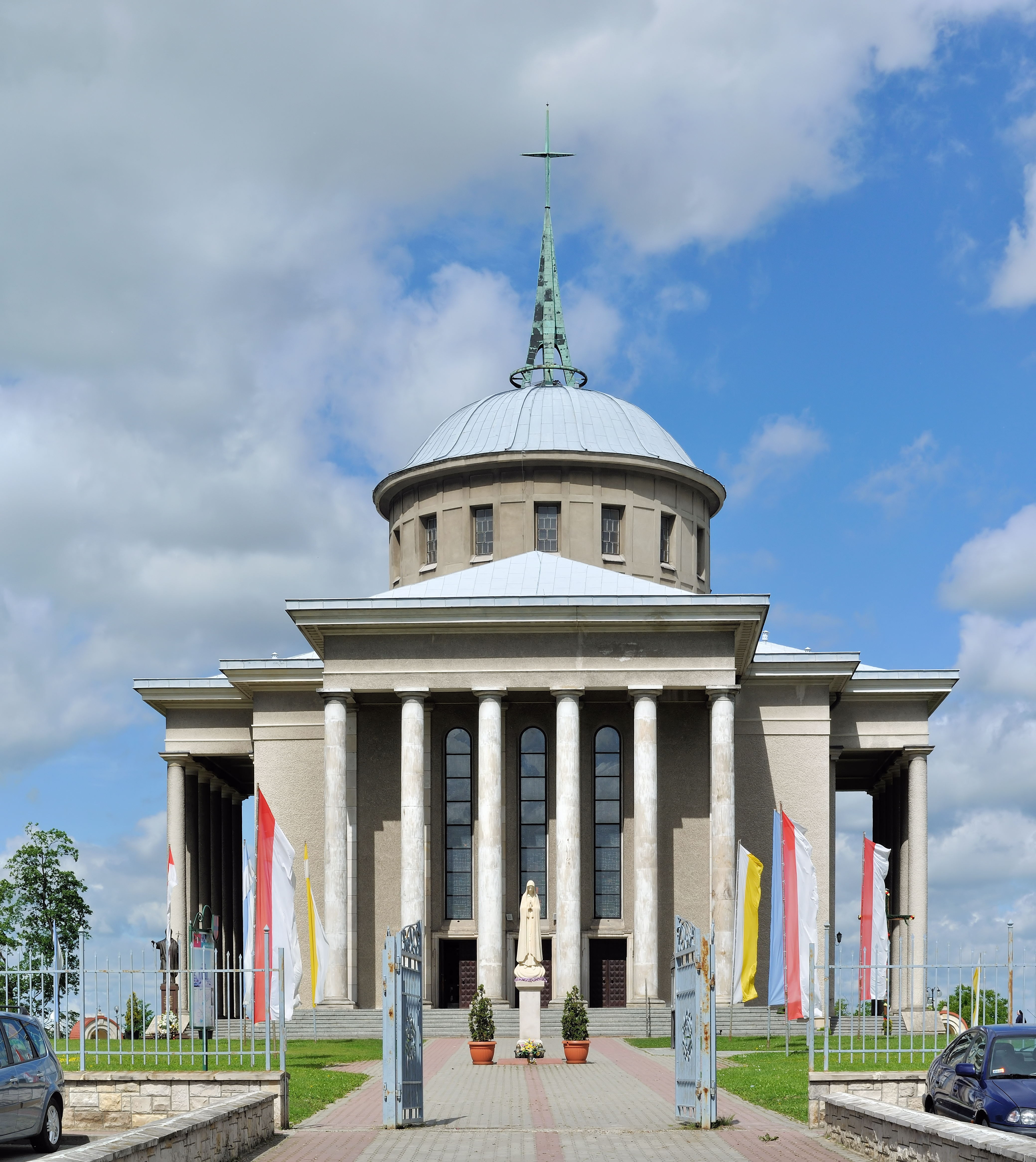
Kostel Panny Marie Karmelské